# 코나스
코나스(KONAS)는 2003년 11월 11일에 창간된 대한민국의 인터넷 신문으로, 흔히 코나스넷이라고 부르기도 한다. 코나스는 "Korean National Security"의 영어 약칭이다. 

## 개요
"인터넷 공간에서 자유민주주의 이념과 대한민국의 정통성 및 정체성 수호, 올바른 국가안보관 확립을 목적으로 한다"고 밝히고 있다. 주로 대한민국의 국가안보, 북한동향, 한반도 정세와 국제 정세, 국방 및 군사 관련 정보에 관한 기사를 보도한다. 

## 조직
- 대표: 신상태
- 발행인: 대한민국 재향군인회장
- 편집인: 이숙경